# 沃尔特·萨穆埃尔
禾特·森美爾（Walter Adrián Luján Samuel，1978年3月23日—）是一位阿根廷足球員，司職中後衛。

## 早年生活與私人狀況
森美爾出生於單親家庭，孩童時期由猶太裔母親獨自撫養，只有母姓Luján，後來在青年時才加上繼父的姓Samuel(森美爾)。他與妻子Cecilia育有一個女兒及兩個兒子。

## 球會生涯
森美爾1996年在國內球會紐維爾舊生展開職業生涯，一年後轉投傳統勁旅小保加，至2000年為止共為球隊上陣103場並射入5球。同年以大約2千萬歐元身價出國遠赴歐洲，加盟意大利首都球會羅馬。在意大利森美爾踢出名堂，被譽為意甲最佳中堅之一，更贏得"銅牆鐵壁"的美譽。2004年得到西班牙班霸皇家馬德里青睞，以2千5百萬歐元轉會銀河艦隊，可惜表現未如理想，翌年毅然返回意大利投效國際米蘭。森美爾在國際米蘭陣中雖然於中後衛位置上面對很大競爭，而且又遭遇傷病，但仍憑藉實力成為後防必然正選。其後更於2009年達到職業生涯巔峰，在當時主教練摩連奴的帶領下，以主力身份協助球隊奪得當屆歐洲冠軍聯賽錦標。後期在時任領隊史達馬干尼的麾下，森美爾漸漸淪為後備，2014年夏天，森美爾決定離開效力了九年的國際米蘭，轉投瑞士球會巴素利，並簽約一年。